# Stathmostelma angustatum
Stathmostelma angustatum är en oleanderväxtart. Stathmostelma angustatum ingår i släktet Stathmostelma och familjen oleanderväxter.

## Underarter
Arten delas in i följande underarter:
- S. a. angustatum
- S. a. vomeriforme